# Перніц

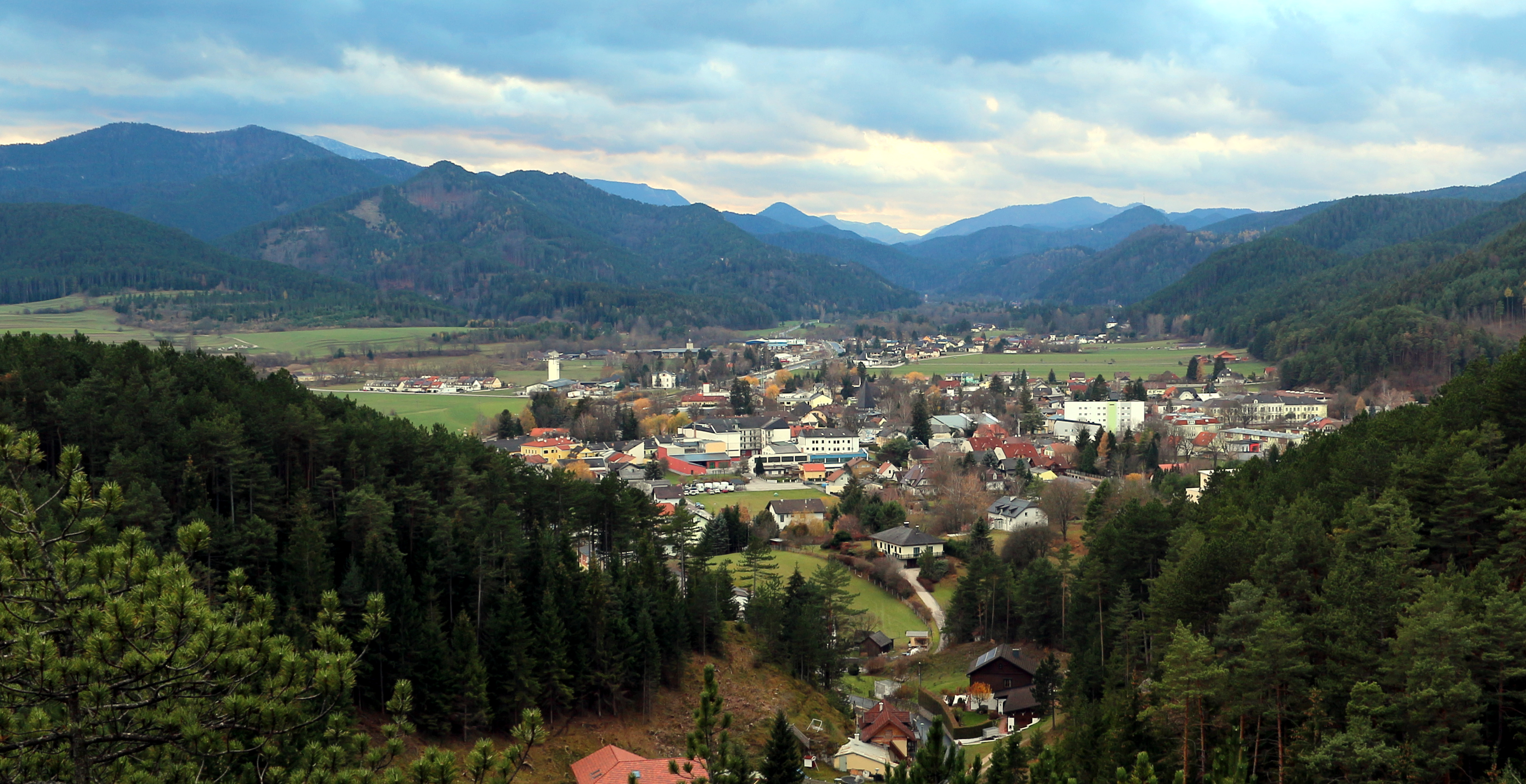
Перніц

Перніц (нім. Pernitz) — ярмаркова комуна (нім. Marktgemeinde) в Австрії, у федеральній землі Нижня Австрія. 
Входить до складу округу Вінер-Нойштадт. Населення становить 2521 чоловік (станом на 31 грудня 2005 року). Займає площу 16,59 км². 

## Політична ситуація
Бургомістр комуни — Рудольф Постль (АНП) за результатами виборів 2006 року.
Рада представників комуни (нім. Gemeinderat) складається з 21 місця.
- СДПА займає 7 місць.
- АНП займає 7 місць.
- Партія SBR займає 4 місця.
- Партія LWP займає 3 місця.